# سوربات البوتاسيوم
سوربات البوتاسيوم هو ملح البوتاسيوم لحمض السوربيك ، الصيغة الكيميائية CH 3 CH = CH − CH = CH − CO 2 K. إنه ملح أبيض شديد الذوبان في الماء (58.2٪ عند 20 درجة مئوية). يستخدم في المقام الأول كمادة حافظة للأغذية تحت مسمى ( رقم E 202). سوربات البوتاسيوم فعال في مجموعة متنوعة من التطبيقات بما في ذلك الطعام والمشروبات ومنتجات العناية الشخصية . بينما يوجد حمض السوربيك بشكل طبيعي في بعض أنواع التوت ، ولكن يتم تصنيع كل إمدادات العالم تقريبًا من حمض السوربيك ، والتي يُشتق منها سوربات البوتاسيوم ، صناعيًا.

## الإنتاج
يتم إنتاج سوربات البوتاسيوم صناعيًا عن طريق تحييد حمض السوربيك بهيدروكسيد البوتاسيوم . يتم إنتاج سلائف حمض السوربيك في عملية من خطوتين عن طريق تكثيف كروتونالدهيد والكيتين.  

## الإستخدامات
يستخدم سوربات البوتاسيوم لمنع العفن والخمائر في العديد من الأطعمة ، مثل الجبن والنبيذ والزبادي واللحوم المجففة وعصير التفاح والفواكه المجففة والمشروبات الغازية ومشروبات الفاكهة والمخبوزات. بالإضافة إلى ذلك ، تحتوي منتجات المكملات الغذائية العشبية بشكل عام على سوربات البوتاسيوم، الذي يعمل على منع العفن والميكروبات وزيادة العمر الافتراضي. يتم استخدامه بكميات لاتسبب آثار صحية ضارة ، خلال فترات زمنية قصيرة. تُكتب هذه المادة الحافظة على بيانات المكونات على أنها «سوربات البوتاسيوم» أو اختصاراً "E202" أو ” إي ٢٠٢ “ أيضًا 
و يتم استخدامه في العديد من منتجات العناية الشخصية لمنع تطور الكائنات الحية الدقيقة التي تسبب فسادها. تستخدم بعض الشركات المصنعة هذه المادة الحافظة كبديل للبارابين . تقلل التغذية الأنبوبية لسوربات البوتاسيوم من العبء المعدي للبكتيريا المسببة للأمراض.
يُعرف أيضًا باسم «مثبت النبيذ» ، ينتج سوربات البوتاسيوم حمض السوربيك عند إضافته إلى النبيذ . يخدم غرضين. عندما يتوقف التخمير النشط ويتم تخزين النبيذ للمرة الأخيرة بعد التصفية، فإن سوربات البوتاسيوم يجعل أي خميرة باقية غير قادرة على التكاثر. الخميرة الحية في تلك اللحظة يمكن أن تستمر تخمر أي بقايا السكر إلى CO 2 والكحول ، ولكن عندما يموت، لن الخميرة جديدة تكون موجودة لتخمير سبب المستقبل. عندما يتم تحلية النبيذ قبل تعبئته ، يتم استخدام سوربات البوتاسيوم لمنع إعادة التخمير عند استخدامه بالاقتران مع ميتابيسلفيت البوتاسيوم . يتم استخدامه بشكل أساسي مع النبيذ الحلو والنبيذ الفوار وبعض نبيذ التفاح الصلب.
بعض أنواع العفن (خاصة بعض سلالات Trichoderma و البنيسيلينيوم Penicillium ) والخمائر قادرة على إزالة السموم من السوربات عن طريق نزع الكربوكسيل ، مما ينتج البيبيريلين (1،3-البنتاديين). ويتولد البنتادين كرائحة نموذجية للكيروسين أو البترول.

## علم السموم
في شكل نقي ، سوربات البوتاسيوم هو مهيج للجلد والعين والجهاز التنفسي.  التركيزات التي تصل إلى 0.5٪ ليست من المواد المهيجة للجلد.
كمادة مضافة للغذاء ، يتم استخدام سوربات البوتاسيوم كمادة حافظة بتركيزات من 0.025٪ إلى 0.1٪ (انظر حمض السوربيك ) ،  والتي في 100 جرام تعطي كمية 25 مجم إلى 100ملغ. في الولايات المتحدة ، لا يُسمح بأكثر من 0.1٪ في زبدة الفاكهة والهلام والمعلبات والمنتجات ذات الصلة.
يحتوي سوربات البوتاسيوم على حوالي 74٪ من فعالية حمض السوربيك المضاد للميكروبات. 
يُسمح بنسبة 0.3٪ في «أغذية الجبن الباردة». الحد الأعلى لدرجة الحموضة للفعالية هو 6.5. 
الحد الأقصى المسموح به للاستهلاك اليومي هو 25 ملغم / كغم أو 1750 ملغ يوميا لمتوسط البالغين (70 كلغ).   في بعض الظروف، لا سيما عند التركيزات العالية أو عندما يقترن بالنتريت ، أظهر سوربات البوتاسيوم نشاطًا سامًا للجينات في المختبر .
لم تجد ثلاث دراسات أجريت في السبعينيات أن لها أي آثار مسرطنة في الفئران.  